# Ilijin potok
Ilijin potok je potok u Solinu, desni pritok Jadra. Nastaje između Solina i Klisa, sutokom potoka Perić i Suvava, podno županijske ceste Ž6253. Zatim prolazi pored arheološkog lokaliteta Rižinice, a u Jadro utječe u Solinu, kod sjevernog kraja Gospinog otoka.
Uz potok se trenutno (stanje 2024.) radi pješačka staza.

## Povijest
Nekada su na potoku bile brojne mlinice. U Rupotini na Suvavi, potoku koji sutokom s potokom Perić tvori Ilijin potok, bila je mlinica poznata kao Zagorušićev mlin. Nizvodno, na Ilijinu potoku, bile su Čikalova mlinica, Bobanova mlinica kod Rižinica, te Đurina (Judinova) mlinica.

## Vanjske poveznice
|  | Zajednički poslužitelj ima još gradiva o temi Ilijin potok |